# کارتج (میزوری)
کارتج (به انگلیسی: Carthage) شهری در شهرستان جاسپر ایالت میزوری است که جمعیت آن در سرشماری سال ۲۰۱۰ میلادی ۱۴٫۳۷۸ نفر بوده است.